# Nógrád (županija)
Županija Nógrád (madžarsko Nógrád vármegye) je županija na Madžarskem. Upravno središče županije je Salgótarján.

### Mestna okrožja
- Salgótarján  (sedež županije)

### Mesta in večji kraji
- Balassagyarmat (17.906)
- Bátonyterenye (15.207)
- Pásztó (10.330)
- Szécsény (6.580)
- Rétság (3.067)